# World Music Award 2004
I World Music Award 2004 (16ª edizione) si sono tenuti a Las Vegas (prima volta fuori dal Principato di Monaco) il 15 settembre 2004.

## Premiati

### Premi 2004
- World's Best Male Artist: Usher
- World's Best Female Artist: Norah Jones
- World's Best Group: OutKast
- World's Best Pop Male Artist: Usher
- World's Best Pop Female Artist: Norah Jones
- World's Best Pop Group: OutKast
- World's Best Pop/Rock Artist: Avril Lavigne
- World's Best Rock Artist: Evanescence
- World's Best R&B Male Artist: Usher
- World's Best R&B Female Artist: Alicia Keys
- World's Best Rap/Hip-Hop Artist: OutKast
- World's Best New Female Artist: Hilary Duff
- World's Best New Male Artist: Kanye West
- World's Best New Group: Maroon 5

### Premi speciali
- Chopard Diamond Award: Céline Dion
- Outstanding Contribution to the Music Industry Award: Clive Davis

### Premi regionali
- World's Best-selling Artist/Australia: Delta Goodrem
- World's Best-selling Artist/Canada: Avril Lavigne
- World's Best-selling Artist/United Kingdom: Dido
- World's Best-selling Artist/Ireland: Westlife
- World's Best-selling Artist/Greece: Haris Alexiou
- World's Best-selling Artist/Netherlands: Tiësto
- World's Best-selling Artist/Ukraine: Ruslana
- World's Best-selling Artist/Russia: Philip Kirkorov
- World's Best-selling Artist/Germany: Sarah Connor
- World's Best-selling Artist/Middle East: Latifa
- World's Best-selling Artist/Scandinavia: The Rasmus
- World's Best-selling Artist/Italy: Eros Ramazzotti
- World's Best-selling Artist/Switzerland: DJ Bobo
- World's Best-selling Artist/Spain: Alejandro Sanz
- World's Best-selling Artist/France: Kyo
- World's Best-selling Artist/China: Jay Chou
- World's Best-selling Artist/Japan: Utada Hikaru